# Lo scafandro e la farfalla (film)
Lo scafandro e la farfalla (Le scaphandre et le papillon) è un film del 2007 diretto da Julian Schnabel, vincitore del premio per la migliore regia al 60º Festival di Cannes.

## Trama
Il film è basato sull'omonimo racconto autobiografico di Jean-Dominique Bauby, Lo scafandro e la farfalla, in cui Bauby descrive la sua vita dopo aver avuto un ictus all'età di 43 anni, che lo ha ridotto nella condizione propria della cosiddetta sindrome locked-in, lasciandogli come unico mezzo di comunicazione con il mondo il battito della palpebra sinistra. Il protagonista si risveglia su un letto d'ospedale, dopo tre settimane di coma, impossibilitato a comunicare.
Dopo un iniziale abbattimento morale, prende coraggio per continuare ad andare avanti. Nei momenti più tristi, evade dalla realtà che lo circonda usando semplicemente la sua immaginazione e la sua memoria, ricordando i momenti del suo passato più felici, le cose che avrebbe voluto fare, le persone che ha trascurato per cui ora si pente di non aver trascorso più tempo con loro, fino al litigio con suo padre.
Bauby è fortemente intenzionato, malgrado le sue condizioni, a pubblicare la propria autobiografia. Per fare questo, in accordo col personale dell'ospedale, ricorre ad uno stratagemma. Una infermiera, Claude, legge di volta in volta da una tabella, una per una, le 26 lettere dell'alfabeto francese, disposte in ordine di frequenza nella lingua (la E, poi la S, fino ad arrivare alla W). Ogni volta che la lettera pronunciata coincide col pensiero del ricoverato, questi conferma nell'unico modo che gli è possibile: con un battito della palpebra sinistra. In questo modo, con grandissima pazienza, lettera dopo lettera, la ragazza mette insieme il libro autobiografico su cui è basato questo stesso film.

## Produzione
L'attore Johnny Depp era stato originariamente scelto per interpretare il protagonista, Jean-Dominique Bauby, ma è uscito dal progetto per conflitti di programmazione con Pirati dei Caraibi - Ai confini del mondo.

## Riconoscimenti
- 2008 - Premio Oscar
  - Nomination Migliore regia a Julian Schnabel
  - Nomination Migliore sceneggiatura non originale a Ronald Harwood
  - Nomination Migliore fotografia a Janusz Kaminski
  - Nomination Miglior montaggio a Juliette Welfling
- 2008 - Golden Globe
  - Miglior film straniero
  - Migliore regia a Julian Schnabel
  - Nomination Migliore sceneggiatura a Ronald Harwood
- 2008 - Premio BAFTA
  - Migliore sceneggiatura non originale a Ronald Harwood
  - Nomination Miglior film straniero a Kathleen Kennedy, Jon Kilik e Julian Schnabel
- 2007 - Festival di Cannes
  - Prix de la mise en scène a Julian Schnabel
  - Nomination Palma d'oro a Julian Schnabel
- 2008 - Kansas City Film Critics Circle Award
  - Miglior film straniero
  - Migliore regia Julian Schnabel

- 2008 - Premio César
  - Migliore attore protagonista a Mathieu Amalric
  - Miglior montaggio a Juliette Welfling
  - Nomination Miglior film a Julian Schnabel e Jérôme Seydoux
  - Nomination Migliore regia a Julian Schnabel
  - Nomination Migliore sceneggiatura a Ronald Harwood
  - Nomination Migliore fotografia a Janusz Kaminski
  - Nomination Miglior sonoro a Jean-Paul Mugel, Francis Wargnier e Dominique Gaborieau
- 2007 - National Board of Review Award
  - Miglior film straniero
- 2008 - Broadcast Film Critics Association Award
  - Miglior film straniero
  - Nomination Miglior film
  - Nomination Migliore regia a Julian Schnabel
- 2008 - Central Ohio Film Critics Association Award
  - Nomination Miglior film
- 2007 - Chicago Film Critics Association Award
  - Nomination Miglior film straniero
  - Nomination Migliore fotografia a Janusz Kaminski
- 2008 - David di Donatello
  - Miglior film europeo
- 2008 - Directors Guild of America
  - Nomination DGA Award a Julian Schnabel
- 2008 - Premio Lumière
  - Miglior film
  - Miglior attore protagonista a Mathieu Amalric
- 2008 - Independent Spirit Award
  - Migliore regia a Julian Schnabel
  - Migliore fotografia a Janusz Kaminski
  - Nomination Miglior film a Kathleen Kennedy e Jon Kilik
  - Nomination Migliore sceneggiatura a Ronald Harwood
- 2007 - Boston Society of Film Critics Award
  - Miglior film straniero
  - Migliore regia a Julian Schnabel
  - Migliore fotografia a Janusz Kaminski
  - Nomination Miglior film
- 2007 - Camerimage
  - Rana d'oro a Janusz Kaminski
- 2008 - Art Directors Guild
  - Nomination Migliore scenografia a Michael Eric e Laurent Ott
- 2008 - British Independent Film Award
  - Nomination Miglior film straniero
- 2008 - British Society of Cinematographers
  - Nomination Migliore fotografia a Janusz Kaminski
- 2008 - Chlotrudis Award
  - Nomination Migliore regia a Julian Schnabel
  - Nomination Miglior design visuale
  - Nomination Migliore sceneggiatura non originale a Ronald Harwood
- 2008 - Christopher Award
  - Miglior film
- 2009 - Cinema Brazil Grand Prize
  - Nomination Miglior film straniero
- 2008 - Costume Designers Guild Awards
  - Nomination Migliori costumi a Olivier Bériot
- 2007 - Dallas-Fort Worth Film Critics Association Award
  - Miglior film straniero
  - Nomination Miglior film
  - Nomination Migliore regia a Julian Schnabel
  - Nomination Migliore fotografia a Janusz Kaminski
- 2008 - Evening Standard British Film Award
  - Nomination Migliore sceneggiatura a Ronald Harwood
- 2009 - Film Critics Circle of Australia Award
  - Miglior film straniero a Julian Schnabel
- 2007 - Florida Film Critics Circle Award
  - Miglior film straniero
- 2007 - Ft. Lauderdale International Film Festival
  - Miglior film

- 2008 - Golden Trailer Award
  - Miglior musica
- 2007 - Hamptons International Film Festival
  - Miglior film a Julian Schnabel
- 2008 - Humanitas Prize
  - Miglior film
- 2008 - Nastro d'argento
  - Migliore regista europeo a Julian Schnabel
- 2008 - Las Vegas Film Critics Society Award
  - Miglior film straniero
- 2008 - London Critics Circle Film Award
  - Nomination Film straniero dell'anno
  - Nomination Sceneggiatore dell'anno a Ronald Harwood
- 2008 - Los Angeles Film Critics Association Award
  - Migliore fotografia a Janusz Kaminski
  - Nomination Miglior film
  - Nomination Miglior film straniero
- 2008 - Motion Picture Sound Editors
  - Miglior montaggio sonoro (Dialoghi ADR ed effetti sonori)
- 2008 - National Society of Film Critics Award
  - Miglior film
  - Miglior film straniero
  - Migliore fotografia a Janusz Kaminski
  - Nomination Migliore regia a Julian Schnabel
  - Nomination Migliore sceneggiatura a Ronald Harwood
- 2008 - Online Film Critics Society Award
  - Miglior film straniero
  - Nomination Migliore regia a Julian Schnabel
  - Nomination Migliore sceneggiatura non originale a Ronald Harwood
  - Nomination Migliore fotografia a Janusz Kaminski
- 2008 - PGA Award
  - Nomination Migliori produttori dell'anno a Kathleen Kennedy e Jon Kilik
- 2007 - Phoenix Film Critics Society Award
  - Miglior film straniero
- 2007 - San Diego Film Critics Society Award
  - Miglior film straniero
- 2007 - San Francisco Film Critics Circle
  - Miglior film straniero
- 2007 - San Sebastián International Film Festival
  - Miglior film
- 2007 - Satellite Award
  - Premio del Pubblico a Julian Schnabel
  - Migliore fotografia a Janusz Kaminski
- 2007 - Toronto Film Critics Association Awards
  - Miglior film straniero
- 2008 - Writers Guild of America
  - Nomination WGA Award a Julian Schnabel
- 2008 - Étoiles d'Or
  - Miglior attore a Mathieu Amalric
- 2007 - Stockholm Film Festival
  - Migliore fotografia a Janusz Kaminski
- 2007 - Washington DC Area Film Critics Association Award
  - Miglior film straniero
- 2007 - Southeastern Film Critics Association Award
  - Miglior film straniero
- 2009 - Polskie Nagrody Filmowe
  - Miglior film europeo
- 2007 - American Film Institute
  - AFI Award a Kathleen Kennedy e Jon Kilik
- 2009 - Argentinean Film Critics Association Award
  - Nomination Miglior film straniero a Julian Schnabel
- 2007 - AFI Fest
  - Miglior film a Julian Schnabel
- 2007 - American Society of Cinematographers
  - Nomination Migliore fotografia a Janusz Kaminski